# 神保町映画祭
神保町映画祭（じんぼうちょうえいがさい、英称 Jimbocho Movie Festival, 略称 JMF）は東京都千代田区神田神保町で開催されるインディペンデント映画祭。
2014年には前身となる短編映画の上映イベントが実施され、第1回目は2015年に開催された。その後毎年開催されている。

## 概要
神保町映画祭は千代田区神田を拠点にした地域振興とインディペンデント映画の普及振興を目指したイベントである。
映画上映を通して神田の味わいある街の魅力を伝えるとともに、自主映画ファンの開拓へとつなげる活動を行っている。
学生街、本の街として栄えてきた神保町は千代田区の「神田地区」にあたり以前は映画館が10館もある「映画館の街」であった。（現在はミニシアターが2館ある。ここでは大手配給会社のチェーンに属さず、映画館独自で選んだ作品を上映している。）神保町映画祭はミニシアターの街へと変わった神保町で、インディペンデントの新たな潮流を起こすことを目的としている。
毎年のコンペティションの開催に加えて区民向け上映会や教育機関との連携によるメディアリテラシーワークショップなども実施し映画・映像による文化教育活動にも力を入れている。
2018年からは作品募集テーマを廃止し、東京神田ファンタスティックフィルムコンペティションとしてイベント実施。新旧不問ジャンルを超えた映画・映像作品の募集を行う。
審査では「まちのひと審査会」と言われる上映会兼観客投票会を実施し、会場に足を運んだ観客の投票がグランプリ選考に反映される。
2019年からはU-18部門の設置を行い制作者層の拡大や上映機会を広げる活動をしている。
またハンブルク日本映画祭やブルックリンサイファイフィルム映画祭、広島こわい映画祭との提携により国内外へ日本のインディペンデント映画を紹介する取り組みも行っている。

## 受賞作品
- 第1回（2015年度）：テーマ「ここから」、グランプリ作品「あかべこ」監督：高橋秀綱
- 第2回（2016年度）：テーマ「あい・ことば」、グランプリ作品「ミュージカル/MY☆ROAD MOVIE～チャリンコで自分探しの旅～」 監督：角川裕明
- 第3回（2017年度）：テーマ「願い」、特別審査委員会賞「嘘をついて」監督：三ツ橋勇二　まちのひと審査会賞「ぶきっちょ」監督：遠藤健一

　　　　　　　　　　　　　　　　　　学生審査会賞「春みたいだ」監督：シガヤダイスケ
- 第4回（2018年度）：グランプリ作品「三つの朝」監督：根岸里紗

　　　　　　　　　　神保町映画祭賞「公衆電話」監督：松本動「あの日の伝言」監督：山田賢司「いきうつし」監督：田中晴菜　
- 第5回（2019年度）：グランプリ作品「夏の夜の花」監督：高橋伸彰
- 第6回（2020年度）：グランプリ作品「はちみつレモネード」監督：梅木佳子

## 関連団体

### 後援
- 千代田区
- 千代田区商工業連合会
- 日本シンガポール国交樹立50周年記念映画祭

### 協力
- 神田古書店連盟
- 神保町応援隊
- 時々gallery Sonia
- 首都圏映画サークル連合
- 書泉グランデ